# Sympathy for the Devil (nummer)
Sympathy for the Devil is een rocknummer van The Rolling Stones. Het is een van de bekendste nummers van de Stones en verscheen in 1968 op het album Beggars Banquet.
Het nummer werd geschreven door het duo Jagger/Richards maar is toch vooral het werk van Jagger. Sympathy for the Devil werd opgenomen in de Olympic Studios in Londen. Opmerkelijk is dat Keith Richards op de bas speelt en niet, zoals gewoonlijk, Bill Wyman.

## Betekenis
Het lied is geschreven vanuit het standpunt van Lucifer, de duivel, en geïnspireerd op het boek De Meester en Margarita van de Russische schrijver Michail Boelgakov. Lucifer legt uit hoe hij duizenden jaren lang getuige is geweest van het geweld dat de mensheid tegen zichzelf gebruikt heeft. Vaak in naam van religie.
Het was destijds een controversieel nummer, zoals wel vaker met muziek van de Stones. Dit omdat het werd uitgelegd als een oproep tot duivelsaanbidding. Daarnaast kan het gezien worden als protest tegen de Vietnamoorlog.

## Bezetting
- Mick Jagger - zang
- Brian Jones - akoestisch gitaar (onhoorbaar in de eindmix)
- Keith Richards - basgitaar
- Keith Richards - elektrische gitaar
- Bill Wyman - maracas en andere percussie
- Charlie Watts - drums
- Rocky Dijon - conga's
- Nicky Hopkins - piano
- Keith Richards, Brian Jones, Bill Wyman, Marianne Faithfull, Anita Pallenberg & Jimmy Miller - zang

## NPO Radio 2 Top 2000
| Nummer met noteringen in de NPO Radio 2 Top 2000 | '99 | '00 | '01 | '02 | '03 | '04 | '05 | '06 | '07 | '08 | '09 | '10 | '11 | '12 | '13 | '14 | '15 | '16 | '17 | '18 | '19 | '20 | '21 | '22 | '23 | '24 |
| ------------------------------------------------ | --- | --- | --- | --- | --- | --- | --- | --- | --- | --- | --- | --- | --- | --- | --- | --- | --- | --- | --- | --- | --- | --- | --- | --- | --- | --- |
| Sympathy for the Devil                           | 29  | 34  | 44  | 28  | 14  | 26  | 38  | 45  | 59  | 38  | 43  | 43  | 46  | 50  | 35  | 37  | 46  | 60  | 51  | 49  | 65  | 66  | 63  | 78  | 79  | 110 |

1. ↑  Een vetgedrukt getal geeft de hoogste notering aan.

## Evergreen Top 1000
| Evergreen Top 1000 | Evergreen Top 1000 | Evergreen Top 1000 | Evergreen Top 1000 | Evergreen Top 1000 | Evergreen Top 1000 | Evergreen Top 1000 | Evergreen Top 1000 | Evergreen Top 1000 | Evergreen Top 1000 | Evergreen Top 1000 | Evergreen Top 1000 | Evergreen Top 1000 | Evergreen Top 1000 | Evergreen Top 1000 | Evergreen Top 1000 | Evergreen Top 1000 |
| Jaar               | 2008               | 2009               | 2010               | 2011               | 2012               | 2013               | 2014               | 2015               | 2016               | 2017               | 2018               | 2019               | 2020               | 2021               | 2022               | 2023               |
| ------------------ | ------------------ | ------------------ | ------------------ | ------------------ | ------------------ | ------------------ | ------------------ | ------------------ | ------------------ | ------------------ | ------------------ | ------------------ | ------------------ | ------------------ | ------------------ | ------------------ |
| Positie            | -                  | -                  | -                  | -                  | -                  | -                  | -                  | -                  | -                  | 195                | 222                | 195                | 200                | 154                | 160                | 140                |

## Covers
Het nummer is een aantal malen gecoverd, onder andere door Bryan Ferry in 1973. De bekendste versie is die van Guns N' Roses uit 1994. Hun versie werd als soundtrack gebruikt voor de film Interview with the Vampire uit 1994. De melodie van het Stonesnummer wordt vaak in andere nummers verwerkt.
- Gemeinsame Normdatei: 7666489-2
- MusicBrainz work: 3bd3f49b-8e19-366c-80a9-f00d4ac78285
- Virtual International Authority File: 212922511